# Дельгадо, Джейми
Джейми Дельгадо (англ. Jamie Delgado; родился 21 марта 1977 года в Бирмингеме, Великобритания) — британский профессиональный теннисист.

## Спортивная карьера
Профессиональную карьеру начал в 1995 году. В этом году на Уимблдонском турнире он дебютировал в основной сетке турнира из серии Большого шлема в парном разряде. Позже в 1997 году он дебютировал и в одиночных соревнованиях. В 1999 году он побеждает на двух бразильских турнирах из серии ATP Challenger в Грамаду и Белу-Оризонти. В январе 2000 года ему удалось выйти в четвертьфинал на турнире в ATP в Ченнае. В 2001 году Джейми выиграл титул на турнире Challenger в Бристоле. За все свои выступления в одиночном разряде, так и не смог в рейтинге подняться выше 121-го места.
Последние годы чаще выступает в парном разряде. В 2012 году его партнером стал соотечественник Кен Скупски, что хорошо сказалось на результатах. В феврале они остановились в шаге от финала на турнире в Марселе. В июне они вышли в финал турнира в Истборне, где проиграли другому британскому дуэту Колину Флеминг и Россу Хатчинсу. В июле они вышли в финал уже на турнире в Лос-Анджелесе, проиграв решающий поединок за титул бельгийской паре Рубен Бемельманс и Ксавье Малисс.

## Финалы турниров ATP
| Легенда                        |
| ------------------------------ |
| Турниры Большого шлема         |
| Кубок Мастерс / финал АТР-тура |
| ATP Мастерс / ATP Мастерс 1000 |
| АТР Gold / АТР 500             |
| АТР International/ АТР 250     |

### Поражения в финалах (2)

#### Парный разряд (2)
| №  | Дата        | Турнир       | Покрытие | Партнёр     | Соперники в финале             | Счёт                |
| 1. | 22 июн 2012 | Истборн      | Трава    | Кен Скупски | Росс Хатчинс Колин Флеминг     | 4-6, 3-6            |
| 2. | 29 июл 2012 | Лос-Анджелес | Хард     | Кен Скупски | Рубен Бемельманс Ксавье Малисс | 6-7(5), 6-4, [7-10] |